# Ела
Ела је женско име које се најчешће среће у пољском језику. Постоји више тумачења; или је изведено из имена Јелена или из енглеског имена Елизабета (Elizabeth) или њему сродних имена или потиче из хебрејског Eila или из старе немачке речи Ella, а у значењу „дрво“, „друга“ или „страна“ (у смислу из друге земље). Постоји и тумачење да ово име на енглеском означава вилењака, патуљка. У Индији, ово име се поистовећује са врстом биљке Elettaria major од које се добија зачин.

## Популарност
Ово име није често у САД и само је 1903. било међу првих хиљаду женских имена и то на 943. месту. У Словенији је од 1999. до 2005. увек било међу првих сто, у Немачкој је 2007. било на 163. месту, а у јужној Аустралији 2003. било међу првих седамсто.